# Abaffi II
Pour les articles homonymes, voir Abaffi.
Abaffi II ou Mihály Apafi II (en hongrois : apanagyfalvi II. Apafi Mihály), né le 13 octobre 1676 à Gyulafehérvár et mort le 1er février 1713 à Vienne, est le dernier prince de Transylvanie de 1690 à 1701.

## Biographie
Il n'a que 13 ans à la mort de son père Abaffi Ier (Michel Abaffi), dont il est le prince associé depuis le 10 juin 1681, lorsqu'il est nommé prince de Transylvanie le 10 juin 1690. Il a pour compétiteur Imre Thököly, soutenu par l'Empire ottoman.
L'empereur d'Autriche Léopold Ier le reconnaît d'abord comme prince de Transylvanie toutefois, par la « charte léopoldine » du 4 décembre 1691, il insère la principauté transylvaine dans le cadre de l'empire des Habsbourg. En 1692, l'empereur lui nomme un tuteur en la personne du gouverneur Georges Bánffy assisté du chancelier Miklós Bethlen, du général Gergely Bethlen et du trésorier János Haller sans tenir compte du sultan ottoman. En 1699, mécontent du  mariage qu'Abaffi II a contracté avec Kata Bethlen, Léopold Ier l'attire à Vienne sous un prétexte quelconque et le force à lui céder ses États contre une pension.
Il possédait le château de Möllersdorf, en Basse-Autriche, qu'il cède à Hieronymus Freiherr von Scalvinoni.
Mihály Apafi II meurt dans la capitale autrichienne en 1713, à l'âge de 36 ans.

## Source partielle
- Marie-Nicolas Bouillet  et Alexis Chassang (dir.), « Abaffi II » dans Dictionnaire universel d’histoire et de géographie, 1878 (lire sur Wikisource).